# Fernando Daniel
Fernando Daniel, nato Fernando Daniel Rodrigues Almeida (Estarreja, 11 maggio 1996), è un cantante portoghese.

## Biografia
Fernando Daniel ha incrementato la propria visibilità attraverso la propria partecipazione a Factor X, in due occasioni, e a The Voice Portugal, dove è risultato vincitore della quarta edizione. Ha in seguito preso parte con il brano Poema a dois al Festival da Canção, la selezione nazionale decretante il rappresentante portoghese all'Eurovision Song Contest, piazzandosi al 5º posto in finale.
L'album in studio Salto, pubblicato nel 2018 e contenente i singoli di platino Espera e Voltas, si è affermato come quello più venduto per due settimane, ricevendo una certificazione d'oro dalla Associação Fonográfica Portuguesa con oltre 7 500 unità. L'anno successivo ha conseguito l'MTV Europe Music Award al miglior artista portoghese, premio che otterrà anche alla manifestazione del 2020.
Sempre nel 2020 è stato messo in commercio Presente, numero uno per cinque settimane non consecutive in Portogallo, dov'è divenuto il suo secondo disco certificato oro. Esso include, tra gli estratti, Se eu, una collaborazione con i Melim doppio platino con oltre 20 000 unità di vendita.
Nel gennaio 2025 è stato confermato come uno dei partecipanti al Festival da Canção con l'inedito Medo; dopo aver superato le semifinali, si è classificato sul podio alla finale dell'8 marzo.

## Discografia

### Album in studio
- 2018 – Salto
- 2020 – Presente
- 2023 – V.H.S – Vol. 1

### Singoli
- 2017 – Espera
- 2018 – Nada mais
- 2018 – Mágoa
- 2018 – Voltas
- 2018 – Tal como sou
- 2019 – Melodia da saudade
- 2019 – Se eu (feat. Melim)
- 2019 – Até voltares (con Jimmy P.)
- 2020 – Cair
- 2020 – Recomeçar
- 2020 – Sem ti (con Agir)
- 2021 – Raro
- 2021 – #VoltamosJuntos (con Carolina Deslandes feat. Carlão)
- 2022 – Encontrar (feat. Piruka)
- 2022 – Suprior (con ProfJam)
- 2022 – Prometo
- 2023 – Metade (con Beatriz Rosário)
- 2023 – Casa
- 2023 – Contigo
- 2024 – Dois
- 2024 – Tu és capaz (con Bispo e Sara Correia)
- 2024 – Myself (con Sofia Camara)
- 2025 – Medo
- 2025 – Dónde vamos? (con Álvaro de Luna)